# Loxops wolstenholmei
Loxops wolstenholmei je vyhynulý druh ptáka z čeledi pěnkavovití (Fringillidae), jeden ze zástupců skupiny šatovníků, jež je rozšířena na Havajském souostroví. Historicky byl veden jakožto poddruh stále žijícího šatovníka akepa (Loxops coccineus).
Dospělci měřili na délku asi 10 cm. Samci měli svrchní části těla zbarveny rezavooranžovou barvou s hnědavým nádechem, spodní strana těla byla červenooranžová, se světlejším opeřením na břiše a spodní straně ocasu. Křídla měla černohnědé zbarvení. Samice a nedospělí ptáci měli peří zelenošedé. Šatovník se vyznačoval specializovaným zobákem, jenž byl asymetrický, s překříženými polovinami. Ptákovi umožňoval sbírat bezobratlé živočichy z listů a kůry, otevírat pupeny rostlin, šatovník se příležitostně živil také nektarem.
Šatovník Loxops wolstenholmei byl endemitem havajského ostrova Oahu. Žil především v hustých horských lesích, zejména s přítomností stromů druhů Acacia koa a Metrosideros polymorpha (železnec mnohotvarý). V průběhu 19. století šlo o hojný druh, rychle však došlo k jeho vymizení. Za úbytkem zřejmě stála kombinace ničení přirozeného prostředí, predace ze strany nepůvodních savců a zranitelnosti vůči ptačím chorobám. Poslední jedinec byl z volné přírody odloven pro barona Rothschilda v květnu 1893, ve volné přírodě byl však pták ještě několikrát spatřen. Britský přírodovědec Robert Cyril Layton Perkins pozoroval pár šatovníků v distriktu Wahiawa ještě roku 1900. Mezinárodní svaz ochrany přírody (IUCN) datuje poslední datum pozorování až na rok 1930.